# May Blitz
May Blitz fue una banda británico-canadiense de rock progresivo.

## Historia
El grupo fue fundado por el vocalista y guitarrista Jamie Black en 1969, cuando reclutó a Terry Poole para la batería y a Keith Baker como bajista. Sin embargo, ambos abandonaron el grupo antes de llegar a grabar nada. Terry Poole dejó el grupo para unirse a Vinegar Joye, mientras que Baker se fue a Uriah Heep. No obstante, Jamie Black no desistió y optó por contratar a Tommy Newman como baterista y a Reid Hudson de bajista.
Black, Newman y Hudson permanecieron juntos el tiempo suficiente como para grabar dos discos, que han sido considerados como dos álbumes «psicodélicos potentes, con fuertes tonos de blues a pesar de no contar con teclista». El primero de ellos salió en 1970 de la mano de Vertigo Records, tras haber estado algún tiempo tocando en pubs de Reino Unido con grandes actuaciones en directo que les dieron cierto éxito, llegando a competir con otros grupos como Cream o The Jimi Hendrix Experience y contando con opiniones favorables en la prensa. Así, a principios de 1971 sacaron un segundo disco, aunque tras la falta de éxito comercial, el grupo decidió disolverse. Black y Hudson, ambos originarios de Canadá, regresaron a su país de origen, mientras que Newman se unió a Three Man Army.

## Tras la disolución de la banda
Los discos originales de vinilo de May Blitz son hoy en día de los más buscados dentro del rock. Por otro lado, los derechos en todo el mundo de sus álbumes son ahora propiedad de Universal Music Group después de que esta comprara Vertigo Records, la discográfica con la que May Blitz sacó sus dos álbumes.

## Discografía
- May Blitz (Vertigo Records, 1970)
- 2nd of May (Vertigo Records, 1971)
- Essen 1970 (Thors Hammer, 2012)